# IntelliJ IDEA
IntelliJ IDEA는 JetBrains사에서 제작한 상용 자바 통합 개발 환경이다. 줄여서 IntelliJ 혹은 IDEA로도 불린다. 이클립스 재단의 이클립스와 썬 마이크로시스템즈의 넷빈즈로 대표되는 무료 자바 통합개발환경에서 볼랜드(/코드기어)의 제이빌더(JBuilder)와 함께 얼마 안 되는 상용 개발 도구 가운데 하나이다.
2020년 5월 11일 한국어, 일본어, 중국어용 현지화 플러그인을 발표하였으며 2021년 7월 22일 정식으로 출시하였다.

## 시스템 요구사항
시스템 요구사항은 다음과 같다.
|             | 윈도우                             | macOS                              | 리눅스                             |
| ----------- | ---------------------------------- | ---------------------------------- | ---------------------------------- |
| OS 버전     | 윈도우 8 이상 x64                  | macOS 10.13 이상                   | GNOME 또는 KDE 데스크톱            |
| RAM         | 최소 2 GB, 8 GB 이상 권장          | 최소 2 GB, 8 GB 이상 권장          | 최소 2 GB, 8 GB 이상 권장          |
| 디스크 공간 | 2.5 GB 하드 디스크 공간 (SSD 권장) | 2.5 GB 하드 디스크 공간 (SSD 권장) | 2.5 GB 하드 디스크 공간 (SSD 권장) |
| JDK 버전    | JDK 1.8 (2016.1 이후)              | JDK 1.8 (2016.1 이후)              | JDK 1.8 (2016.1 이후)              |
| 화면 해상도 | 최소 1024×768 이상                 | 최소 1024×768 이상                 | 최소 1024×768 이상                 |

## 지원 언어
커뮤니티 에디션과 얼티밋 에디션은 아래의 표에 보이듯이 다양한 프로그래밍 언어를 지원 시 차이가 있다.
| 언어                                | IntelliJ IDEA 커뮤니티 에디션 | IntelliJ IDEA 얼티밋 에디션 |
| ----------------------------------- | ----------------------------- | --------------------------- |
| 자바                                | 예                            | 예                          |
| 클로저 (별도 플러그인을 통해)       | 예                            | 예                          |
| 다트 (별도 플러그인을 통해)         | 예                            | 예                          |
| 얼랑 (별도 플러그인을 통해)         | 예                            | 예                          |
| Go (별도 플러그인을 통해)           | 예                            | 예                          |
| 그루비                              | 예                            | 예                          |
| Haxe (별도 플러그인을 통해)         | 예                            | 예                          |
| 펄 (별도 플러그인 을 통해)          | 예                            | 예                          |
| 스칼라 (별도 플러그인을 통해)       | 예                            | 예                          |
| XML/XSL                             | 예                            | 예                          |
| 코틀린                              | 예                            | 예                          |
| 액션스크립트/MXML                   | 아니오                        | 예                          |
| 커피스크립트                        | 아니오                        | 예                          |
| 하스켈 (별도 플러그인을 통해)       | 예                            | 예                          |
| HTML/XHTML/CSS                      | 아니오                        | 예                          |
| 자바스크립트                        | 아니오                        | 예                          |
| 루아 (별도 플러그인을 통해)         | 예                            | 예                          |
| PHP (별도 플러그인을 통해)          | 아니오                        | 예                          |
| 파이썬 (별도 플러그인을 통해)       | 예                            | 예                          |
| 루비/JRuby                          | 아니오                        | 예                          |
| 러스트                              | 예                            | 예                          |
| SQL                                 | 아니오                        | 예                          |
| 타입스크립트 (별도 플러그인을 통해) | 아니오                        | 예                          |

## 공식 플러그인

### Python
파이썬 구문 분석, 자동 완성 등을 제공하는 플러그인으로 PyCharm IDE Professional Edition과 동일한 기능을 제공한다.

## 상용 및 무료 버전
IntelliJ IDEA는 Ultimate Edition의 상용버전과 Community Edition의 무료 버전이 있으며 상용버전은 30일간 체험 라이선스를 제공한다.
무료 버전은 아파치 라이선스 2.0으로 제공되고 오픈 소스이며 상용버전에 비하여 일부 기능이 제한된다.

## 같이 보기
- 비주얼 스튜디오 코드
- Eclipse (소프트웨어)
- 넷빈즈
- 제이빌더
- 통합 개발 환경